# IJsland op de Olympische Zomerspelen 2024
IJsland nam deel aan de Olympische Zomerspelen 2024 in Parijs.

## Aantal Deelnemers
Hieronder volgt een overzicht van de atleten die zich kwalificeerden voor de Olympische Zomerspelen van 2024.
| Sport       | Mannen | Vrouwen | Totaal |
| ----------- | ------ | ------- | ------ |
| Atletiek    | 0      | 1       | 1      |
| Schietsport | 1      | 0       | 1      |
| Triatlon    | 0      | 1       | 1      |
| Zwemmen     | 1      | 1       | 2      |
| Totaal      | 2      | 3       | 5      |

## Deelnemers en resultaten

### Atletiek

#### Technische nummers
Vrouwen
| atleet                   | onderdeel   | kwalificaties | kwalificaties | finale         | finale         |
| atleet                   | onderdeel   | afstand       | rang          | afstand        | rang           |
| ------------------------ | ----------- | ------------- | ------------- | -------------- | -------------- |
| Erna Sóley Gunnarsdóttir | kogelstoten | 17,39         | 20            | niet geplaatst | niet geplaatst |

### Schietsport
Mannen
| atleet      | onderdeel | kwalificaties | kwalificaties | finale         | finale         |
| atleet      | onderdeel | punten        | rang          | punten         | rang           |
| ----------- | --------- | ------------- | ------------- | -------------- | -------------- |
| Lyu Jianlin | skeet     | 116           | 23            | niet geplaatst | niet geplaatst |

### Triatlon
Voor de allereerste keer heeft een triatleet uit IJsland zich weten te plaatsen voor de Spelen. Dit omdat het land een tripartite commissie uitnodiging kreeg.
Individueel
| Atleet            | Evenement | Zwemmen(1.5 km) | Rang 1 | Fietsen (40 km) | Rang 2 | Lopen(10 km) | Totaal Tijd | Ranking |
| ----------------- | --------- | --------------- | ------ | --------------- | ------ | ------------ | ----------- | ------- |
| Edda Hannesdóttir | Vrouwen   | 24.49           | 46     | 1.03.25         | 49     | 40.55        | 2.10.46     | 51      |

### Zwemmen
Mannen
| atleet      | onderdeel        | series  | series | halve finale   | halve finale   | finale         | finale         |
| atleet      | onderdeel        | tijd    | rang   | tijd           | rang           | tijd           | rang           |
| ----------- | ---------------- | ------- | ------ | -------------- | -------------- | -------------- | -------------- |
| Anton McKee | 100 m schoolslag | 1.00,62 | 25     | niet geplaatst | niet geplaatst | niet geplaatst | niet geplaatst |
| Anton McKee | 200 m schoolslag | 2.10,36 | 9 Q    | niet geplaatst | niet geplaatst | niet geplaatst | niet geplaatst |

Vrouwen
| atleet                   | onderdeel        | series  | series | halve finale   | halve finale   | finale         | finale         |
| atleet                   | onderdeel        | tijd    | rang   | tijd           | rang           | tijd           | rang           |
| ------------------------ | ---------------- | ------- | ------ | -------------- | -------------- | -------------- | -------------- |
| Snæfríður Jórunnardóttir | 100 m vrije slag | 54,85   | 19     | niet geplaatst | niet geplaatst | niet geplaatst | niet geplaatst |
| Snæfríður Jórunnardóttir | 200 m vrije slag | 1.58,32 | 15 Q   | 1.58,78        | 15             | niet geplaatst | niet geplaatst |